# STS-84
是历史上第83次航天飞机任务，也是亞特蘭提斯號太空梭的第19次太空飞行。

## 任务成员
- 查尔斯·普里克特（Charles J. Precourt，曾执行、以及任务），指令长
- 艾琳·科林斯（Eileen Collins，曾执行、以及任务），飞行员
- 卡洛斯·诺里加（Carlos I. Noriega，曾执行以及任务），任务专家
- 卢杰（曾执行、以及远征7号任务），任务专家
- 让-弗朗西斯·格列福瑞（Jean-François Clervoy，法国宇航员，曾执行、以及任务），任务专家
- 叶莲娜·康达科娃（Yelena Kondakova，俄罗斯宇航员，曾执行、和平号以及任务），有效载荷专家

### 发射后停留在和平号空间站
- 迈克尔·福奥勒（Michael Foale，曾执行、以及远征8号任务），任务专家

### 从和平号空间站返回
- 杰瑞·林恩格（Jerry M. Linenger，曾执行以及任务），任务专家